# Verhnii Dorojiv, Drohobîci
Verhnii Dorojiv (în ucraineană Верхній Дорожів) este o comună în raionul Drohobîci, regiunea Liov, Ucraina, formată numai din satul de reședință.

## Demografie
Componența lingvistică a comunei Verhnii Dorojiv
     Ucraineană (99,56%)
     Alte limbi (0,44%)
Conform recensământului din 2001, majoritatea populației comunei Verhnii Dorojiv era vorbitoare de ucraineană (99,56%), existând în minoritate și vorbitori de alte limbi.